# Amy Gumenick
Amy Jaclyn Gumenick (ur. 17 maja 1986 w Hudiksvall) – szwedzko-amerykańska aktorka.

## Życiorys
Ukończyła studia na Uniwersytecie Kalifornijskim w Santa Barbara.

## Wybrana filmografia
- Arrow – rola Carrie Cutter / Cupid[2]
- Chirurdzy – rola Rebekki Wells[3]
- CSI: Kryminalne zagadki Miami – rola Heidi Taylor[4]
- CSI: Kryminalne zagadki Nowego Jorku – rola Sandry Chandler[5]
- Nie z tego świata – rola Mary Winchester[6]
- Podkomisarz Brenda Johnson – rola Shannon Hirschbaum[7]
- Szpiedzy Waszyngtona – rola Philomeny[8]
- Zabójcze umysły – rola Emmy Song[9]
- Zaklinacz dusz – rola Gwen Collier[10]
- Zbrodnie Palm Glade – rola Gwendolyn Henley[11]